# Хач (Њу Мексико)
Хач (енгл. Hatch) град је у америчкој савезној држави Њу Мексико.

## Демографија
По попису из 2010. године број становника је 1.648, што је 25 (-1,5%) становника мање него 2000. године.
| Група             | 2000.         | 2010.         |
| Белци             | 314 (18,8%)   | 200 (12,1%)   |
| Афроамериканци    | 6 (0,4%)      | 2 (0,1%)      |
| Азијати           | 0 (0,0%)      | 7 (0,4%)      |
| Хиспаноамериканци | 1.325 (79,2%) | 1.437 (87,2%) |
| Укупно            | 1.673         | 1.648         |